# Fag lambda
El fag lambda és un bacteriòfag amb un genoma de doble cadena de DNA amb una llargada de 49Kb. El substrat d'empaquetament consisteix en concatàmers del genoma produïts en la replicació.